# Dosso del Liro
Dosso del Liro ist eine Gemeinde in der Provinz Como in der Lombardei in Italien. 

## Geographie
Das Dorf hat 237 Einwohner (Stand 31. Dezember 2023) und liegt oberhalb des Lago di Como zwischen den Flüssen Liro und Ronzone.
Die Nachbargemeinden sind Cama (CH-GR), Consiglio di Rumo, Gravedona ed Uniti, Grono (CH-GR), Livo, Peglio, Roveredo (CH-GR).

## Sehenswürdigkeiten
- Pfarrkirche Santissima Annunziata (17. Jahrhundert)[2]

## Kultur
Ortsansässig ist das Lokalsprachenmuseum "Museum del Dialetto dell'Alto Lario Occidentale".

## Bildergalerie

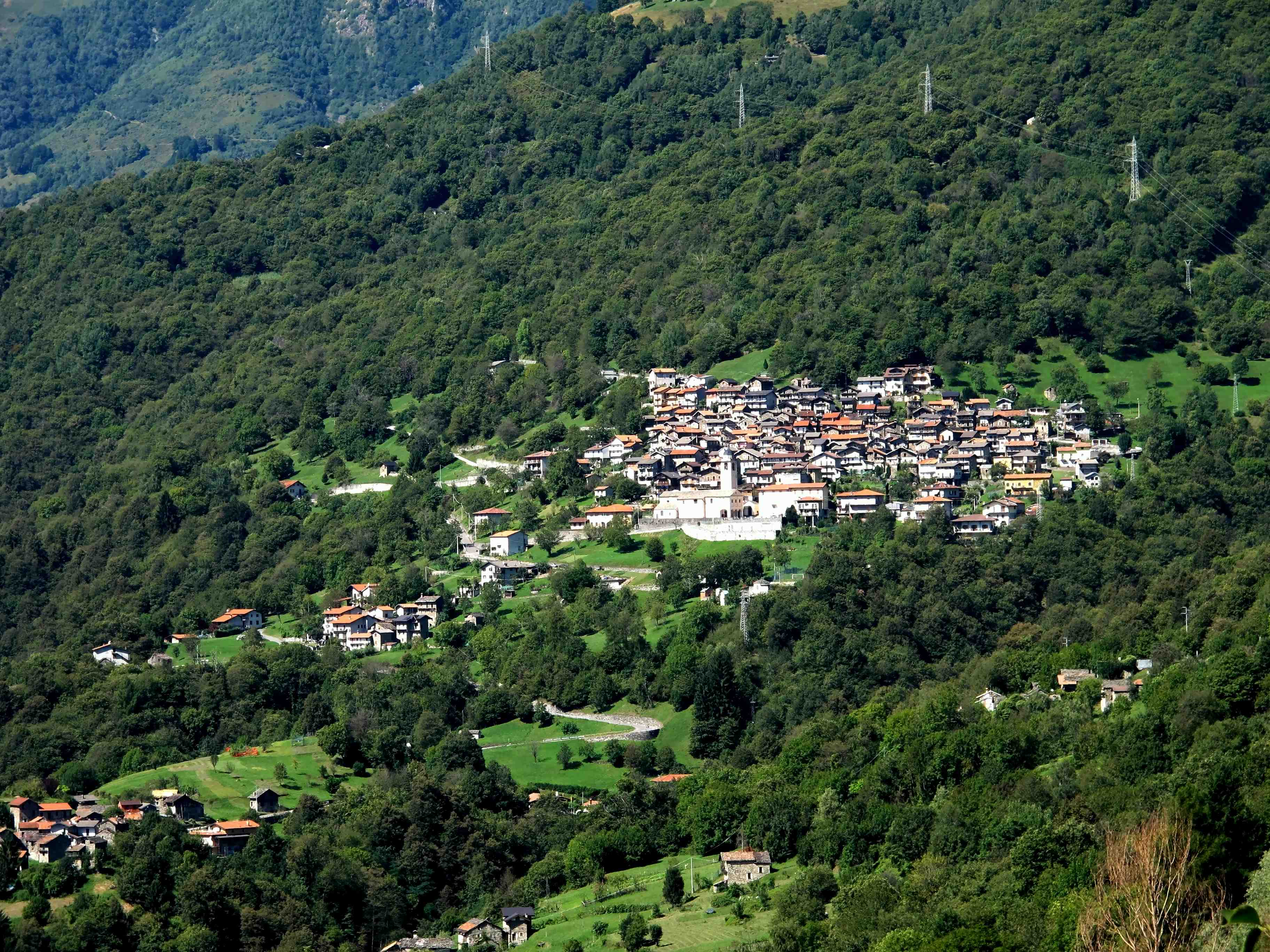
Panorama
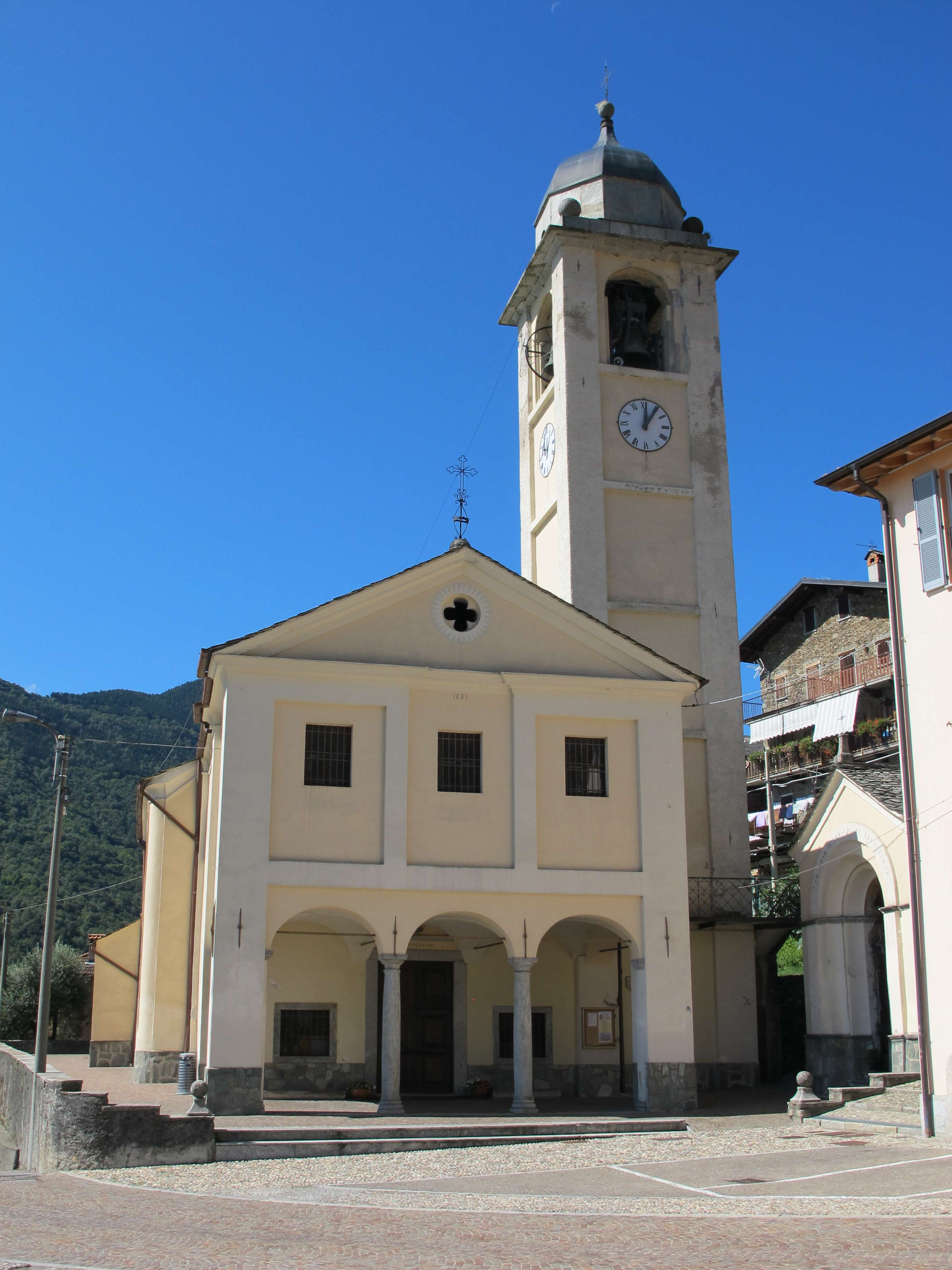
Pfarrkirche Santissima Annunziata
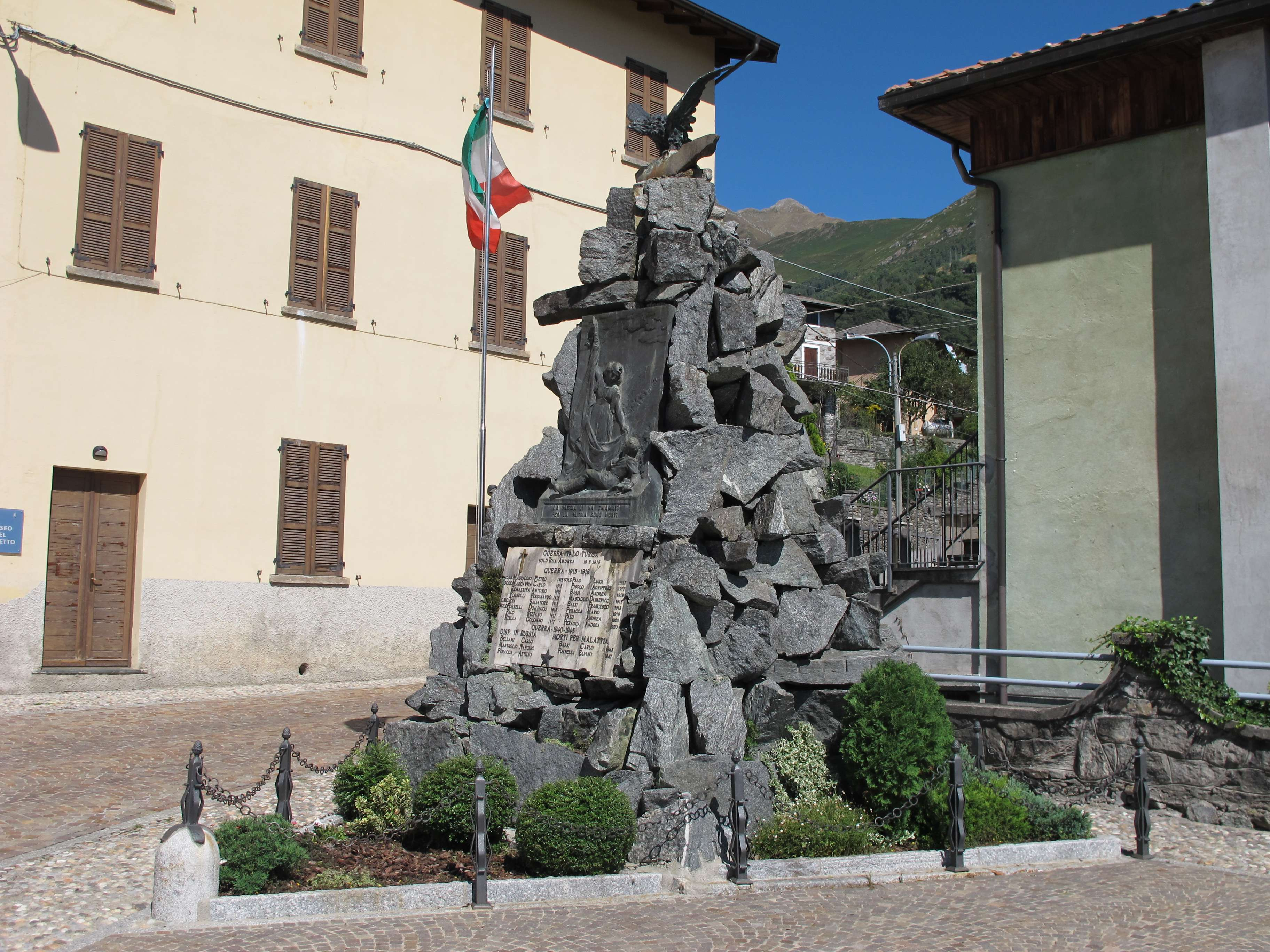
Kriegerdenkmal Dosso del Liro
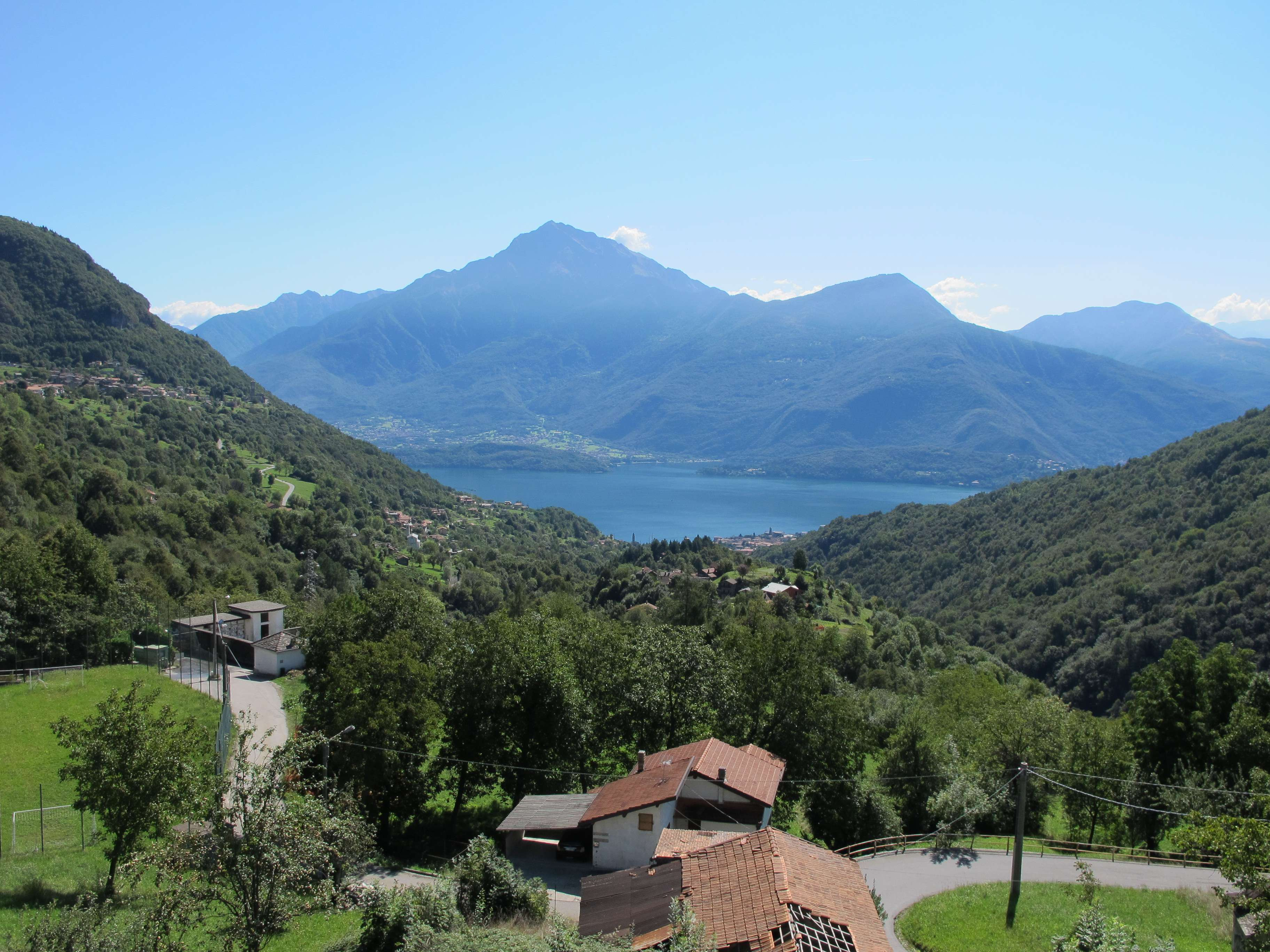
Sicht über den Comer See
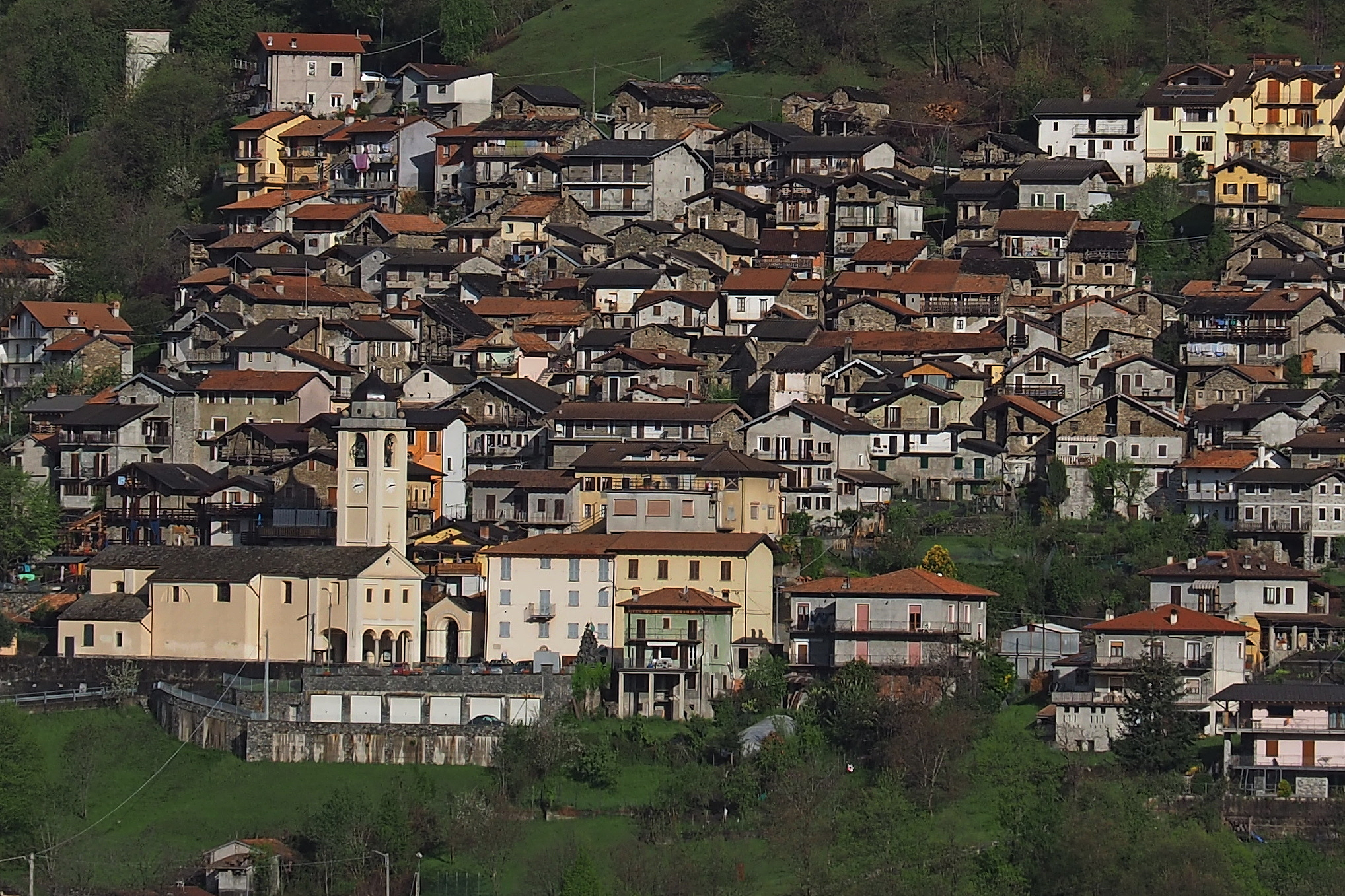
Dosso del Liro